# Olaf Iversen (Karikaturist)
Olaf Iversen (* 23. August 1902 in Kopenhagen; † 27. August 1959 in München) war ein dänisch-deutscher Zeichner, Karikaturist, Herausgeber und Verleger des Simplicissimus.

## Leben
In Kopenhagen geboren, lebte Olaf Iversen schon als Kind und noch zur Zeit des Deutschen Kaiserreichs in München.
Iversen zeichnete nach dem Zweiten Weltkrieg beispielsweise für die Zeitschrift Münchner Illustrierte oder die Illustrierte Revue. Ab 1954 brachte er eine Neuausgabe der satirischen Wochenschrift Simplicissimus heraus, für die er bekannte Karikaturisten heranzog – und Konflikte mit der damaligen Obrigkeit provozierte.
Olaf Iversen starb 1959 im Alter von 57 Lebensjahren und wurde auf dem Münchner Nordfriedhof bestattet.

## Schriften (Auswahl)
- Lothar Sixt von Arnim (Text), Olaf Iversen (Ill.): Komödie der Irrungen oder „Ende gut, alles gut“. Münchner Neueste Nachrichten, München [1936?].
- Mein braves Bilderbuch / Olaf Iversen. Hesse & Becker Verlag, Leipzig 1939.
- Walther Deneke: 50 Jahre jung verheiratet. Ein vergnüglicher Leitfaden von der grünen zur goldenen Hochzeit / Walther Deneke. Mit Bildbeigaben von Olaf Iversen. Hesse & Becker Verlag, Leipzig 1938.
- Wilhelm Zimmermann: Bitte um milde Beurteilung. Heitere Erfahrungen aus dem Gerichtssaal / Zinn. Zeichnungen von Olaf Iversen (= Lustige Bücher-Reihe, Bd. 15). Stephenson, Berlin 1940.
- Viechereien von zwei- und vierbeinigen Viechern / Text und Bilder: Olaf Iversen. 1.–15. Tsd.; P. Hugendubel, München 1941.
- Michael Soltikow: Die lachende Wolke / Graf Michael Alexander. Mit Zeichnungen von Olaf Iversen. Wehrmachtausgabe, für das Buchhandels-Sortiment nicht erhältlich. Schlieffen-Verlag, Berlin 1943.
- Mein Album. 1.–10. Tsd.; Vandalen-Verlag, München 1951.
- Viechereien. Völlig neu bearbeitete und erweiterte Ausgabe, 40.–45. Tsd.; Vandalen-Verlag, München 1952

## Archivalien
Archivalien von und über Olaf Iversen finden sich beispielsweise
- im Stadtarchiv München als Akte mit Zeitungsartikeln aus dem Zeitraum von 1939 bis 1959 unter der Signatur DE-1992-ZA-P-0237-14 Zusatz Iversen, Olaf, 1938–1959 (Akt)[1]